# ورزشگاه آنتونیس پاپادوپولوس

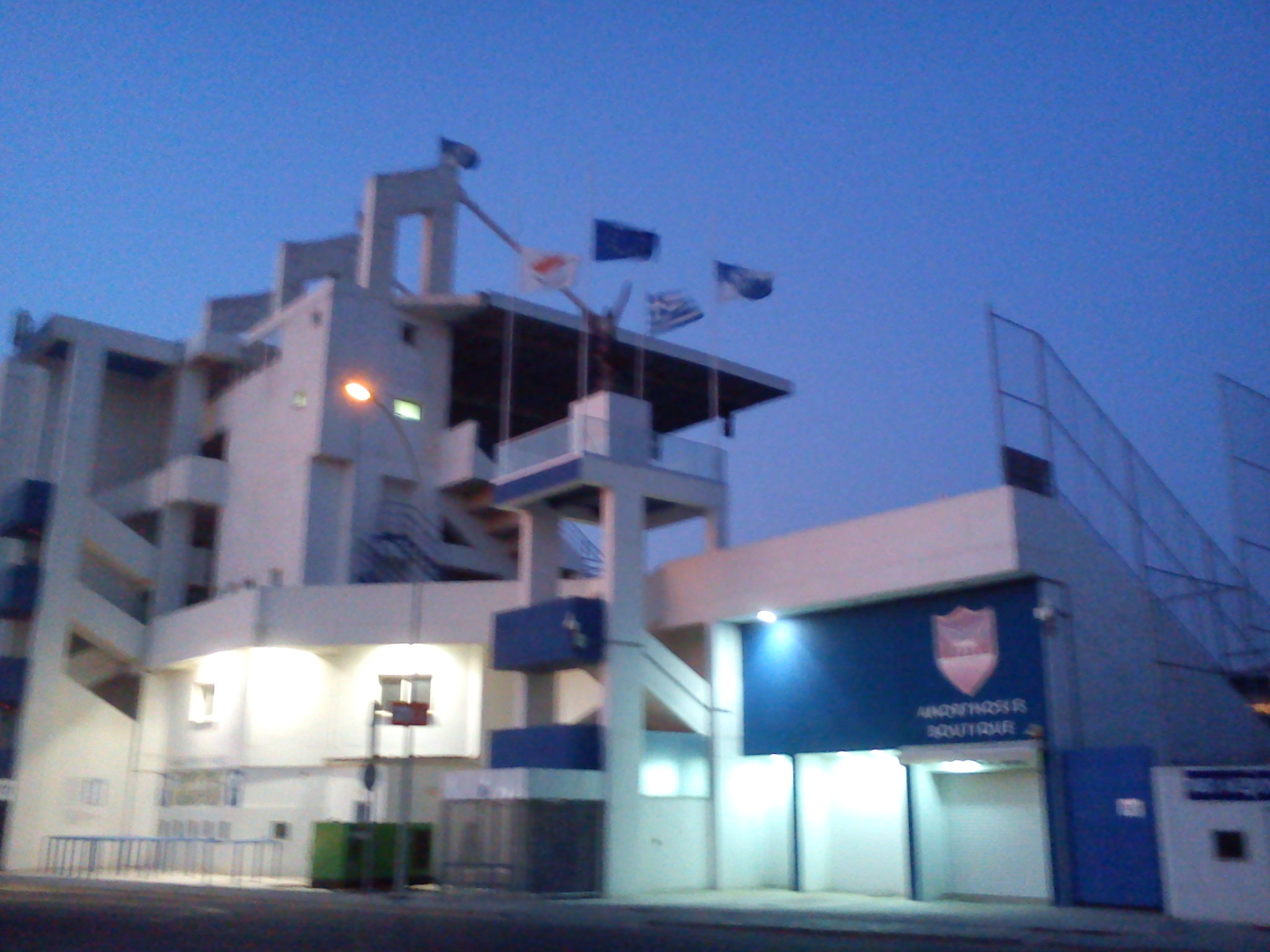
عکس از ورزشگاه آنتونیس پاپادوپولوس

ورزشگاه آنتونیس پاپادوپولوس (به لاتین: Antonis Papadopoulos Stadium) یک ورزشگاه فوتبال در قبرس است که در لارناکا واقع شده‌است.